# Società Navigazione del Lago di Lugano
La Società Navigazione del Lago di Lugano (SNL) è una compagnia di navigazione svizzera, che gestisce i servizi di navigazione sul lago di Lugano.

## Storia
Il 10 dicembre 1855 si costituì la Società di Navigazione a Vapore sul Ceresio, che l'anno successivo effettuò il primo viaggio con il battello Ceresio tra Lugano e Caslano. Nel febbraio 1881 la società cedette il proprio materiale alla Nuova Società dei Vapori sul Lago di Lugano, rappresentata dalla Banca della Svizzera Italiana.
La nuova società, presieduta da Pasquale Lucchini, puntò sui collegamenti ferroviari con l'Italia, tanto da prendere il 24 dicembre 1882 la denominazione di Società Navigazione e Ferrovie pel lago di Lugano (SNF), con presidente Clemente Maraini, e di intraprendere la costruzione delle ferrovie Menaggio-Porlezza e Luino-Ponte Tresa, aperte tra il 1884 e il 1885. Seguendo lo sviluppo del turismo sul Ceresio, la SNF immise in servizio tra il 1889 e il 1910 sette piroscafi e vennero organizzate corse speciali in occasione di fiere e feste.

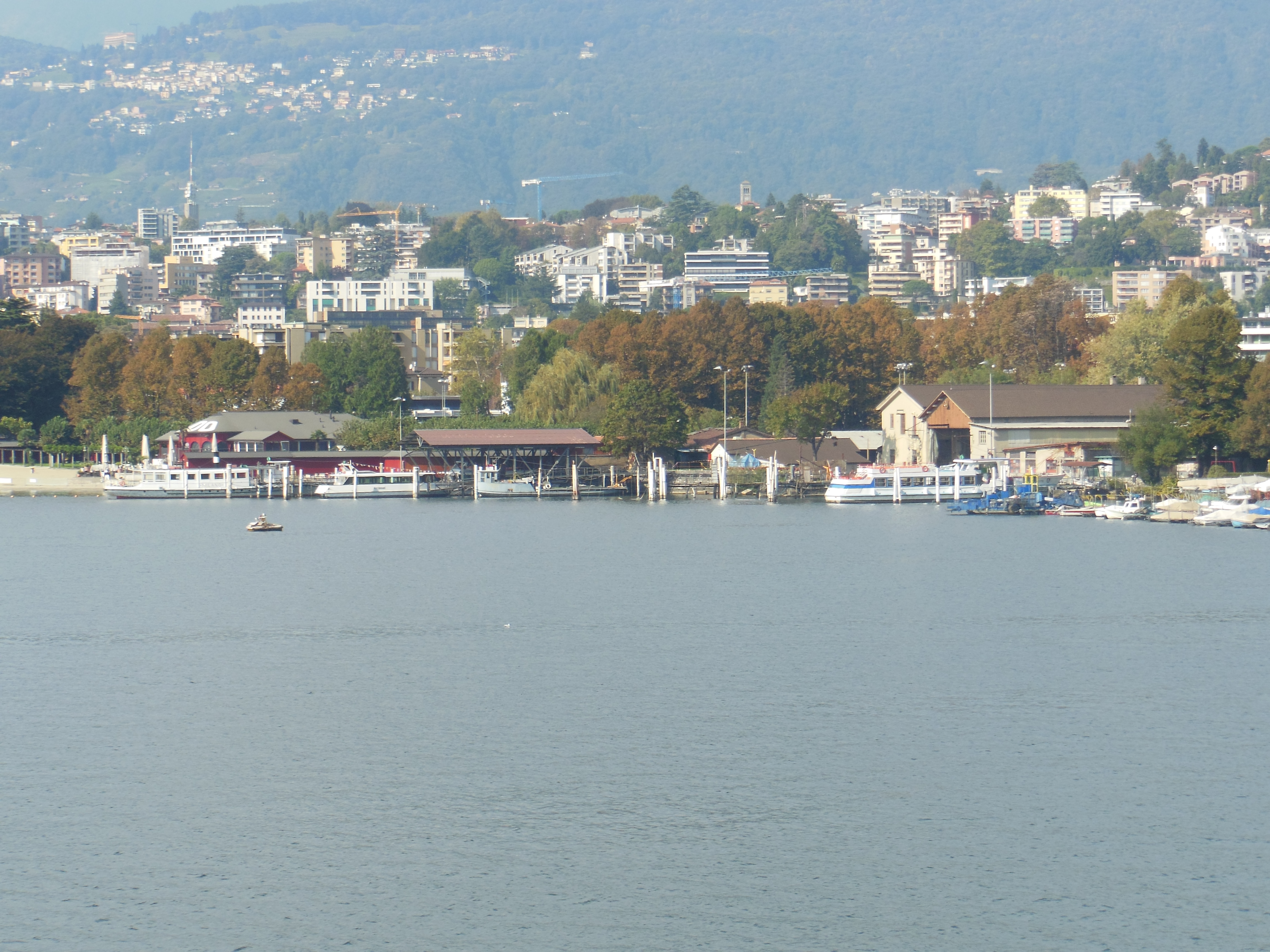
Il cantiere della SNL a Cassarate

La Prima guerra mondiale e il conseguente crollo del turismo colpì pesantemente la SNF, i cui passeggeri crollarono dai 959 975 del 1913 ai 68 163 del 1918: la società, per tentare di risanare i propri conti, vendette le due ferrovie, ma ciò non fu sufficiente ed entrò in concordato con perdite per i creditori pari al 57%. Con gli anni Venti la società (che nel 1919 aveva preso la denominazione Società Navigazione del Lago di Lugano) poté riprendersi grazie ad aiuti della Banca della Svizzera Italiana e del governo federale e cantonale; si puntò inoltre sull'ammodernamento della flotta, introducendo motonavi e radiando progressivamente i vecchi battelli a vapore; nel 1934, inoltre, la SNL assunse la gestione dell'autolinea Lugano-Campione d'Italia.
Dopo la seconda guerra mondiale la SNL riprese il suo programma di sviluppo, e nel 1952 il canton Ticino divenne azionista della società con una quota del 25% del capitale. Il 1º ottobre 1961 l'ultimo piroscafo in servizio per la SNL, l'Italia, effettuò la sua ultima corsa.
Con la dichiarazione di non balneabilità del Ceresio (1971) lo sviluppo del turismo, sino ad allora continuo (nel 1970 la SNL aveva registrato il record di passeggeri trasportati, 1 175 000), subì un brusco calo da cui si riprese a partire dal 1984 con la rimozione del divieto.
Il 13 marzo 2018 la SNL ha costituito con la Gestione governativa navigazione laghi un consorzio direzionale (detto "Consorzio dei Laghi") per l'esercizio della navigazione sul bacino svizzero del Lago Maggiore.
Nel settembre 2021 è entrato in servizio il primo battello elettrico sui laghi ticinesi. È la M/nE Ceresio del 1931, con il motore che è stato trasformato da combustibile fossile ad elettrico a ricarica rapida. Il Progetto Venti35 ha come obiettivo la completa trasformazione della flotta da combustibile fossile a elettrico entro il 2035.

## Servizi
La SNL esercita nei mesi da marzo ad ottobre le linee di navigazione:
- Lugano-Museo delle culture-Museo doganale-Gandria;
- Lugano-Gandria-Porlezza-Lugano;
- Lugano-Melide-Morcote-Ponte Tresa.

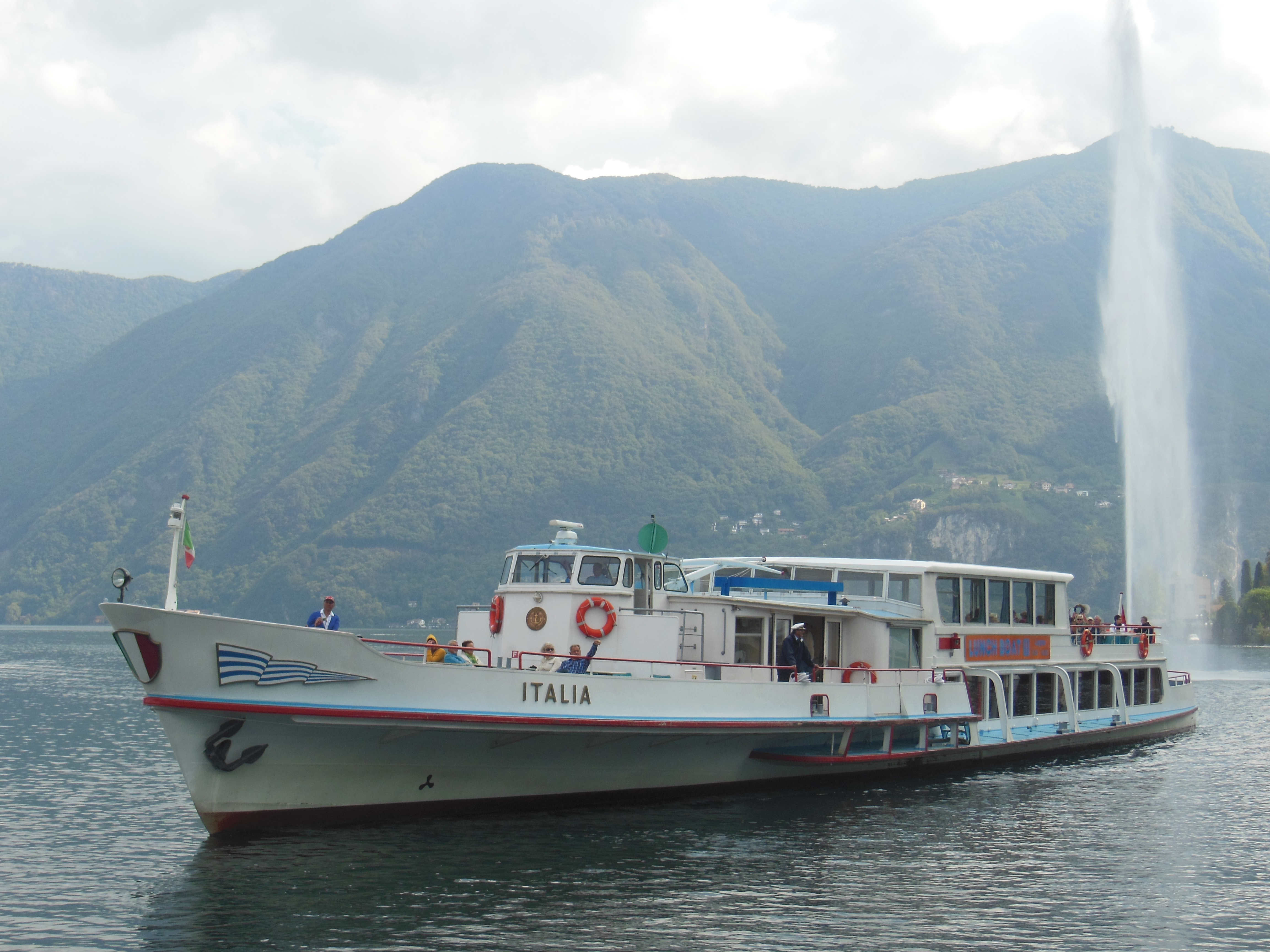
La motonave "Italia" a Paradiso

Nei mesi da novembre a marzo è attiva la linea Lugano-Paradiso-Gandria e Lugano-Morcote-Porto Ceresio.
La SNL gestisce inoltre le autolinee Lugano-Campione d'Italia e Lugano-Gandria.
Nel Dicembre 2023 è stato disattivo il collegamento lacuale tra Porto Ceresio e Morcote per i frontalieri.